# Fieldia
Fieldia (лат.) (назван в честь горы Филда) — вымерший род червей-приапулид из сланцев Бёрджес кембрийского периода. Изначально считался членистоногим. Туловище червя густо покрыто шипами и заканчивается небольшим хоботком. Питался илом на морском дне, о чём свидетельствует частое присутствие отложений, сохранившихся в его кишечнике. Червь достигал 5 см в длину.
Вместе с другими кембрийскими приапулидами — оттойей (Ottoia), Selkirkia, Louisella, Ancalagon, Scolecofurca и Lecythioscopa — организм изначально классифицировали как представителя Archaeopriapulida — стем-группы настоящих приапулид. Однако морфологическое сходство этих организмов в современными родственниками уникально, особенно для сланцев Бёрджесс, а их сходство с ныне живущим родом Maccabeus подтверждает их принадлежность к стем-группе Seticoronaria, внутри краун-группы приапулид. Филогенетический анализ не позволяет прояснить родственные связи между этими базальными червями.
Восемнадцать образцов Fieldia найдены в слое Greater Phyllopod, где они составляют 0,03% ископаемого сообщества.